# Apatania doehleri
Apatania doehleri är en nattsländeart som beskrevs av Schmid 1954. Apatania doehleri ingår i släktet Apatania och familjen Apataniidae. Inga underarter finns listade i Catalogue of Life.